# Colonnetta di Prodo
Colonnetta di Prodo è una frazione di Orvieto, sita all'incrocio della statale Todi-Orvieto con la strada per Marsciano-Monte Peglia.
Il nome deriva dalla colonna sita all'incrocio delle 2 strade.
L'abitato, a carattere di vicus, è stretto a ridosso dell'incrocio delle 2 strade e sorge ad un'altitudine di 550 m s.l.m. Gli abitanti sono 266, secondo i dati Istat del 2001.
Nelle vicinanze, nella strada per Prodo, vi è una cava di calcare, detto marmo di Prodo, di colore rosso, utilizzato per fare alcuni mosaici della facciata del duomo di Orvieto.
Di rilevanza anche la chiesetta del paese risalente ad un periodo tra il 1732 ed il 1739 ed è di aspetto medievale con facciata con arco a due centri.
Colonnetta di Prodo è meta di escursioni ciclistiche.